# David Logeman
David Logeman est un batteur de rock américain.

## Biographie
C'est lui qu'a choisi Frank Zappa pour assurer un intérim de quatre mois (de mars à juillet 1980), prenant la place de Vinnie Colaiuta que ce dernier reprendra ensuite jusqu'à la fin de l'année. Logeman participe pour ce faire à une audition rassemblant 54 autres batteurs. Chez Zappa, l'audition se fait en jouant The Black Page, solo de batterie très difficile à déchiffrer, joué la première fois par Terry Bozzio.
Il ne fait donc qu'un bref passage chez Zappa, n'enregistrent qu'un seul album studio (You Are What You Is) et participe à deux titres de Tinsel Town Rebellion : Fine Girl et Easy Meat. Il n'a pas laissé de grande trace dans la discographie de Zappa.

## Discographie avec Zappa
- Tinseltown Rebellion (1980)
- You Are What You Is (1981)